# Александър Градинаров
Александър Градинаров е български журналист, преподавател и писател на произведения в жанра съвременен роман и сатира.

## Биография и творчество
Александър Градинаров е роден на 23 март 1959 г. в Русе. Завършва инженерна специалност в Технически университет, София в София. Работи в Перник и комбинат „Кремиковци“, пътува с презокеански риболовен кораб като моряк.
Емигрира във Франция в началото на 90-те. Работи като шофьор на лимузина и като преподавател по култура и комуникации в университета Марн ла Вале.
В Париж през 2004 г., заедно с Атанас Чобанов, основават емигрантския вестник „Парижки вести" (обединен по-късно с „Будилник“ в Лондон), който излиза на български и френски език, а Александър Градинаров става негов главен редактор. 
Автор е на няколко произведения, които са издадени в България и Франция.
Бил е председател на Българската федерация по френски бокс, и председател на Съюз на българите по света „Бъдеще“. 
Жени се за французойка, цигуларка. Имат син – Александър.
Александър Градинаров умира от рак на черния дроб на 20 юни 2013 г. в Париж.

## Произведения
- Tcho-Gog (1992), „Монд Дипломатик“, Париж, новела
- Безпощадна воня (1993)
- Antiparfum (1995), „Canevas Editeur“
- Срещу хуните на Атила (1999, 2005), ИК „Световит"
- Сатирична история на българския народ част.1: Героичен период (2004), ИК „Сатир"
- Архетип. Другият ключ за Да Винчи код (2005), ИК „Сатир"
- French love: Мръсни разкази от Париж (2006), „Сиела“ – сборник с 13 разказа
- Сатирична история на българския народ част.2: Рицари на кръста (2009), ИК „Сатир"